# Ischnagonum
Ischnagonum is een geslacht van kevers uit de familie van de loopkevers (Carabidae). De wetenschappelijke naam van het geslacht is voor het eerst geldig gepubliceerd in 1997 door Kasahara & Sato.

## Soorten
Het geslacht Ischnagonum is monotypisch en omvat slechts de volgende soort:
- Ischnagonum carinigerum Kasahara & Sato, 1997